# Comunità montana del Taburno
La Comunità montana del Taburno è una comunità montana della provincia di Benevento, che comprende 12 comuni. La comunità raggruppa i comuni ai piedi del massiccio del Taburno Camposauro, più altri limitrofi, e comprende, in tutto o in parte, 3 valli: la Valle Caudina, la Valle Telesina e la Valle Vitulanese. I centri abitati sorgono tra i 220 e i 750 m d'altezza. È prevista la sua trasformazione in Unione di comuni, in una transizione guidata dall'Unisannio.